# Рокпорт (Массачусетс)
Рокпорт (англ. Rockport) — місто (англ. town) в США, в окрузі Ессекс на північному сході штату Массачусетс, на узбережжі Атлантичного океану — на самому східному краю мису Кейп-Енн. Населення — 6992 особи (2020).

## Географія
Згідно Бюро перепису населення США, загальна площа, яку займає Рокпорт, дорівнює 45.5 км², з яких 18.3 км² займає суша, а 27.2 км — водна поверхня. Рокпорт розташоване приблизно в 60  км на північний схід від Бостона, трохи на схід від міста Глостер — на найбільш східному краю мису Кейп-Енн, і з трьох сторін омивається океаном. До Рокпорта також належать три невеликих острова недалеко від узбережжя — острів Течер (Thacher Island), острів Стрейстмут (Straitsmouth Island) та острів Мілк (Milk Island).

## Демографія
Згідно з переписом 2010 року, у місті мешкали 6952 особи в 3213 домогосподарствах у складі 1878 родин. Було 4223 помешкання
Расовий склад населення:
| - 97,0 % — білих - 0,8 % — азіатів - 0,6 % — чорних або афроамериканців - 0,1 % — вихідців з тихоокеанських островів - 0,1 % — корінних американців |

До двох чи більше рас належало 1,1 %. Частка іспаномовних становила 1,6 % від усіх жителів.
За віковим діапазоном населення розподілялося таким чином: 17,2 % — особи молодші 18 років, 59,7 % — особи у віці 18—64 років, 23,1 % — особи у віці 65 років та старші. Медіана віку мешканця становила 51,2 року. На 100 осіб жіночої статі у місті припадало 85,5 чоловіків; на 100 жінок у віці від 18 років та старших — 80,6 чоловіків також старших 18 років.
Середній дохід на одне домашнє господарство становив 97 179 доларів США (медіана — 72 015), а середній дохід на одну сім'ю — 123 645 доларів (медіана — 93 268). Медіана доходів становила 63 083 долари для чоловіків та 54 712 долари для жінок. За межею бідності перебувало 6,2 % осіб, у тому числі 8,5 % дітей у віці до 18 років та 5,0 % осіб у віці 65 років та старших.
Цивільне працевлаштоване населення становило 3439 осіб. Основні галузі зайнятості: освіта, охорона здоров'я та соціальна допомога — 22,4 %, науковці, спеціалісти, менеджери — 15,6 %, мистецтво, розваги та відпочинок — 9,3 %, роздрібна торгівля — 9,2 %.

## Галерея
|  |  |  |